# Bernard Boëne
 (février 2022).
Né le 27 juillet 1947, Bernard Boëne, ancien recteur, est professeur émérite des Universités, spécialiste de sociologie politique et militaire.

## Formation
Agrégé d'anglais (1971), il poursuit après son service national sa formation à Sciences-Po (IEP de Paris) dont il sort diplômé en 1977 en section « politique, économique et sociale ». Il se tourne vers la sociologie en 1980 après un premier séjour à l’Université de Chicago. Il entreprend peu après l’une des dernières thèses de doctorat d’État. Le jury était présidé par Raymond Boudon.

## Carrière
D'abord professeur au Lycée Henri Wallon d’Aubervilliers (1973-1976), puis aux écoles de formation initiale des officiers de l’armée de Terre (Saint-Cyr/ EMIA/ EMCTA, Coëtquidan, à compter de 1977), il devient en 1982 chargé de recherche au Centre de sociologie de la Défense nationale (Fondation nationale des sciences politiques, Paris).
Il est ensuite tour à tour directeur du département de sociologie à Saint-Cyr (1987-1997), professeur de sociologie à l'Université de Toulouse-II (1997-2000).
Directeur général de l’enseignement et de la recherche de l'ESM de Saint-Cyr et autres écoles de Coëtquidan (2000-2005), recteur de l’Académie de La Réunion (2005-2006), enfin professeur à l’Université de Rennes-II (2007-2012). Il a de plus enseigné à l’IEP de Toulouse (1997-2000) et à Sciences Po Paris (2002-2005).
Devenu professeur émérite, Bernard Boëne est aujourd’hui chancelier de la Helvet’s International School of Governance à Genève.

## Recherche
Bernard Boëne a consacré l’essentiel de ses travaux aux institutions de type militaire et aux rapports armée-État-société, domaine thématique jusque-là marginalisé que sa thèse d'État a contribué à légitimer dans le monde universitaire français. Il y étudiait un siècle (1892-1992) de rapports entre sciences sociales, guerre, armées et société aux États-Unis dans une perspective centrale de sociologie cognitive. Il s’est attaché à systématiser et prolonger la tradition de recherche issue en la matière des travaux fondateurs de Morris Janowitz à Chicago, notamment en interrogeant la notion de spécificité militaire, la place et les limites de l’action martiale dans les sociétés contemporaines, la dynamique des institutions dont c’est la vocation, enfin les relations internationales, la stratégie et les conflits armés envisagés dans une perspective relationnelle plus que systémique. Ce faisant, il a contribué à faire connaître une abondante littérature anglophone de sciences sociales sur ces sujets, littérature dont il a cherché à situer les diverses approches, leurs présupposés cognitifs et le retentissement intellectuel et pratique. Il a récemment renoué avec la sociologie politique de ses débuts en se penchant sur les populismes en Europe et en Amérique du Nord.
En tant que chercheur, B. Boëne a été rattaché jusqu’en 2014 au Groupe de Recherche sur la Sécurité et la Gouvernance (EA 4176), de l'Université de Toulouse-I Capitole.

## Responsabilités institutionnelles
Membre élu puis constamment réélu du Conseil exécutif de l'Inter-University Seminar on Armed Forces & Society de 1987 à 2010 ;
Associate Editor, revue Armed Forces & Society, sans discontinuer depuis 1995 ;
Vice-président du Comité de recherche “Forces armées & résolution des conflits” au sein de l’Association Internationale de Sociologie (1998-2006) ;
Président de l'European Research Group on the Military and Society (ERGOMAS, 2002-2004) ;
Membre de la Commission de révision du Statut général des militaires, ministère de la Défense/ Conseil d'État, Paris, 2003 ;
Fondateur (2010) et rédacteur-en-chef (2010-2022) de la revue en ligne bilingue Res Militaris. 

## Distinctions
- Chevalier de l'Ordre national du Mérite.
- Commandeur des Palmes académiques.
- Lauréat 2009 du Morris Janowitz Career Achievement Award[6].

## Publications
Il est l'auteur (en nom propre, en collaboration, ou en tant que directeur de publication) de dix ouvrages, et de plus d’une centaine d’autres publications scientifiques (articles, chapitres d’ouvrages collectifs, rapports de recherche, traductions, comptes rendus de lecture et présentations d’ouvrages classiques) en six langues. Voir la liste sur Academia. 
Ses contributions les plus souvent citées sont deux articles anglophones : « How Unique Should the Military Be ? » (1990) ; « The Military as a Tribe among Tribes » (2003, mis à jour en 2018) ; et un long article publié dans la Revue française de sociologie : « La professionnalisation des armées : contexte et raisons, impact fonctionnel et sociopolitique » (2003).